# ベネズエラの世界遺産
ベネズエラの世界遺産 （ベネズエラのせかいいさん）はユネスコの世界遺産に登録されているベネズエラ国内の文化・自然遺産。

## 文化遺産
- コロとその港 - （1993年）
- カラカスの大学都市 - （2000年）

## 自然遺産
- カナイマ国立公園 - （1994年）

## 複合遺産
なし